# Ljustjärnen (Heds socken, Västmanland)
Ljustjärnen är en sjö i Skinnskattebergs kommun i Västmanland och ingår i Norrströms huvudavrinningsområde.